# Ерідан (річка)
Ерідан (грец. Ηριδανός) — невелика річка, яка протікала через столицю Греції Афіни. Бере початок в річці Гімет та впадає в річку Ілісос. На берегах річки є популяція грецької черепахи.
Річка була знову відкрита у ході розкопок на Афінському метро в кінці 1990-х. Його води викликали значні технічні проблеми. Частина давнього Ерідана збереглася в наш час в районі Керамік в Афінах, де розташовуються руїни античного некрополя. У давнину в цьому районі селилися гончарі та інші ремісники.
Станом на квітень 2007 року потік річки, який проходив через площу Монастіраки, розкопано. Його покрили цегляним тунелем. На сьогодні цей тунель є частиною невеликого музею просто неба в площі Монастіраки.
В міфології Ерідан мав свого бога, народженого Океаном і Тефідою, також вважається що в річку впав вражений блискавкою Зевса Фаетон. В Давній Греції Ерідан часто зрівнювали з річками По, Євфрат. На її честь названо сузір'я.